# Јехошуа Бар-Хилел
Јехошуа Бар-Хилел (Беч, 8. септембар 1915 — Јерусалим, 25. септембра 1975) био је израелски филозоф, математичар и лингвиста. Он је вероватно најпознатији по пионирском раду у машинском превођењу и формалној лингвистици. 

## Биографија
Рођен као Оскар Вестерајх (Oscar Westreich) у Бечу, у Аустроугарској. Одрастао је у Берлину. 1933. године емигрирао је у Палестину са  омладинским покретом Бнеи Акива, и кратко се придружио кибуцу Зитат Цви пре пресељења у Јерусалим и женидбе са Шуламит. Током Другог светског рата, служио је у јеврејској бригади британске војске. 
Он се борио са Хагана током израелског рата за независност, где је изгубио око. Бар-Хилел је Докторирао на Хебрејском филозофском универзитету, где је и студирао математику под менторством Абрахама Франкела, са којим је на крају коаутор Основне теорије скупова (1958. , 1973). Бар-Хилел је био главни следбеник Рудолфа Карнапа, чија је Логичка Синтакса језика имала велики утицај на њега. Он је почео преписку са Карнапом 1940, што је довело до  постдоктората на Универзитету у Чикагу под менторством Карнапа 1950. и сарадње на Карнаповом кратаком прегледу теорије семантичких информација 1952. Бар-Хилел је затим заузео позицију у МИТ-у, где је био први научник који је радио пуно радно време у области машинског превођења. Бар-Хилел је организовао прву међународну конференцију о машинском превођењу 1952. Касније је изразио сумњу да ће опште намењено потпуно аутоматско машинско превођење високог квалитета икада бити могуће. Он је такође био пионир на пољу проналажења информација. 1953. године, Бар-Хилел придружио се одељењу за филозофију на Хебрејском Универзитету, где је предавао све до шездесете године тј. до своје смрти. Његово учење и списи су јако утицали на читаву генерацију израелских филозофа и лингвиста, као што је Аса Кашери Авишаи Маргалит.
Године 1953. основао је пионирску алгебарско-рачунарску лингвистичку групу, а 1961. године је допринео доказу пампинг леме (леме умпумпавања) за контекстно слободне језике (понекад се назива Бар-Хилелова лема). Бар-Хилел је допринео оснивању Одељења за филозофију и науке на Хебрејском универзитету. Од 1966. до 1968. Бар-Хилел је председавао на одељењу за логику, методологију и филозофију науке Међународне уније историје и филозофије науке. 
Бар-Хилелова ћерка Маја Бар-Хилел је когнитивни психолог на Хебрејском универзитету, позната је по својој сарадњи са Амосом Тверским и својој улози critiquing Bible code study.Његова друга ћерка, Мира Бар-Хилел, је слободни новинар која је радила за London Evening Standard. Његова унука, Гили Бар-Хилел, је хебрејски преводилац серије књига о Хари Потеру.